# Thomas Kilby

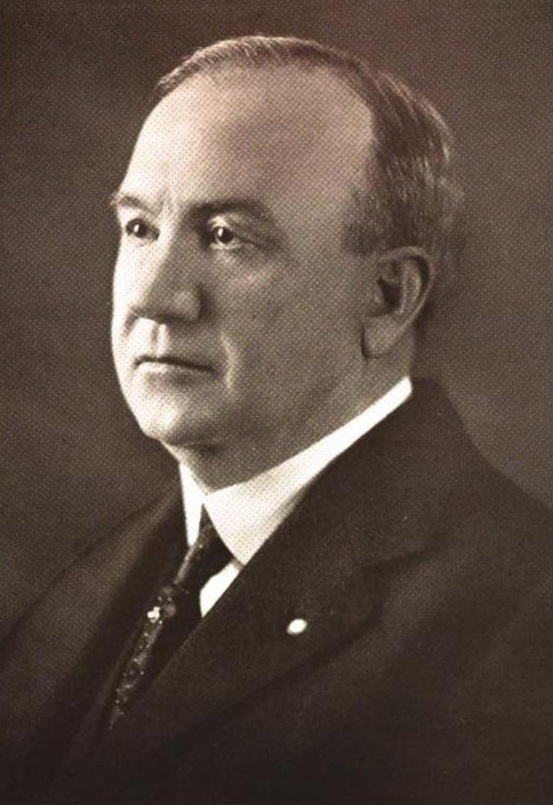
Thomas Kilby

Thomas Erby Kilby (* 9. Juli 1865 in Lebanon, Tennessee; † 22. Oktober 1943 in Anniston, Alabama) war ein US-amerikanischer Politiker und Gouverneur von Alabama. Kilby gehörte der Demokratischen Partei an.

## Frühe Jahre und politischer Aufstieg
Er besuchte die öffentlichen Schulen in Atlanta, Georgia, zog dann 1887 nach Anniston, Alabama und arbeitete dort für die Georgia and Pacific Railroad. Kilby ging 1889 in das Stahlgeschäft, arbeitete sich nach oben, so dass er Präsident der Kilby Steel Company wurde. Ferner war er 1903 Vizepräsident der Kilby Frog and Switch Company sowie 1905 der Präsident von Annistons City National Bank.
Kilby entschloss sich 1898 eine politische Laufbahn einzuschlagen, indem er in den Stadtrat von Anniston gewählt wurde, wo er bis 1900 tätig war. Ferner war er Annistons Bürgermeister zwischen 1905 und 1909, sowie Mitglied des Senats von Alabama von 1911 bis 1915. Er war auch zwischen 1915 und 1919 Vizegouverneur von Alabama.

## Gouverneur von Alabama
Am 5. November 1918 wurde Kilby zum Gouverneur von Alabama gewählt und am 20. Januar 1919 vereidigt. Während seiner Amtszeit wurden die staatliche Gefängnis- sowie die Schulreform bezüglich Jugendlicher verbessert, das Steuersystem umgearbeitet, ein Staatshaushaltsystem angenommen und die konföderierten Renten angehoben. Ein Workmen’s Compensations Gesetz, sowie ein progressiver Bildungskodex wurden verabschiedet. Ferner wurde ein Heim für geistig behinderte Kinder, sowie eine Kontroll- und Wirtschaftsbehörde geschaffen. Obwohl Kilby das Frauenwahlrecht behinderte, wurde der 19. Zusatzartikel im Herbst 1920 anerkannt, als Tennessee als 26. Staat diesen zu der US-Verfassung ratifizierte. Kilby verließ am 15. Januar 1923 sein Amt und kehrte zu seinen verschiedenen Geschäftsunternehmungen zurück.

## Weiterer Lebenslauf
Er kandidierte 1926 und 1932 für den US-Senat und erlitt jeweils eine Niederlage. Kilby verstarb am 22. Oktober 1943 und wurde auf dem Highland Cemetery in Anniston beigesetzt. Thomas Kilby war mit Mary Elizabeth Clark verheiratet und sie hatten drei gemeinsame Kinder.